# Pife brasileiro

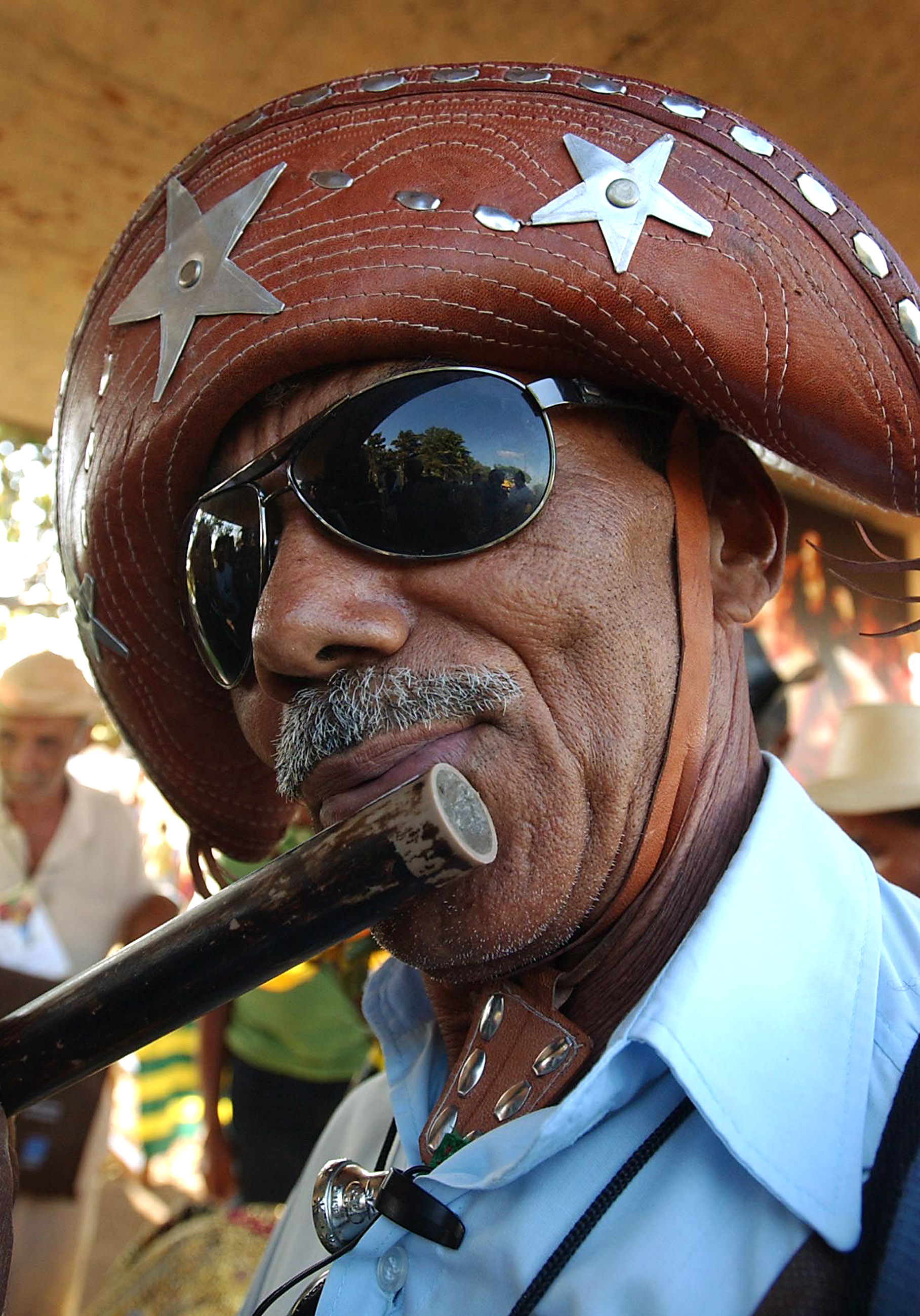
Zé do Pífano e o Pife do Nordeste brasileiro.

O pife Nordestino, mais conhecido regionalmente como pífano, é uma adaptação nativa, com influência indígena, das flautas populares europeias. Feita de taboca, taquara, caule de mamoeiro ou ossos como as flautas indígenas, o pife Nordestino é utilizado pelos caboclos nordestinos para cerimônias religiosas e festas. Outros nomes para o pife são taboca e pífaro.

## Origens
Povos indígenas do Brasil fabricavam, e ainda fabricam, flautas feitas com bambu taboca. É o caso do indígenas amondauas, cariris, guaranis e fulniôs. Uma curiosidade a ser ressaltada, é a de que os indígenas cambembas, de Alagoas, eram considerados incríveis tocadores de taboca.[carece de fontes?] O nome "cambembe" significa algo como "tocadores de flautas".[carece de fontes?] Outra curiosidade, é o fato de em outros países, como Bolívia, Peru e Uruguai, haver, em sua cultura musical, instrumentos de sopro idênticos aos pífanos brasileiro, porém com outros nomes.[carece de fontes?] E há também, em outros países, instrumentos senão iguais, muito parecidos, como as japonesas shinobue, nohkan e ryuteki, além do bansuri indiano.
Para João do Pife, pifeiro de Caruaru, "O som do pife veio da floresta. Veio do indígena e foi passando de geração em geração".[carece de fontes?]
O encarte do disco "Ninguém anda sozinho", de Chau do Pife, explica assim a origem: "A tradição do terno de pífanos em Alagoas remonta ao período colonial e tem origem no encontro com a "música de couro" dos africanos com as flautas indígenas. Os indígenas cambembes, que habitavam a região, eram considerados grandes tocadores de pife. O professor Alfredo Brandão ensina que 'cambembe' significa 'indígenas tocadores de taboca'".
Porém, assim como toda manifestação cultural do Brasil, a cultura do pife é resultado da influência de várias culturas. As flautas indígenas adaptaram-se à chegada da música europeia e passaram a ser feitas com os mesmos furos dos pífaros das bandas militares da Europa. Mais tarde, as bandas de pífanos do Brasil passaram a apresentar influência africana, adotando um som mais percussivo ainda.
Essas tradições foram absorvidas e adaptadas pelos homens do interior do Brasil para sua cultura e o pife tornou-se um instrumento comum, utilizado para animar toda e qualquer festividade, inclusive eventos sacros como novenas. As festas e a música feita por esse tipo de banda constitui, junto com outras manifestações, o embrião de gêneros musicais ligados ao forró.
É notável, porém, que a disposição dos furos do pife brasileiro veio dos pífaros da Europa medieval. Uniformizando no território brasileiro a técnica de se fazer flautas populares.

## Bandas de pífanos
São conhecidas também, dependendo da região, como carapeba, terno de pífanos, cabaçal ou esquenta-muié. Tais bandas são uma marca da cultura nordestina, sendo representadas nas artes figurativas típicas e nas xilogravural de cordel. A tradição também se encontra fora do nordeste, como no estado de Goiás, onde as bandas são chamadas de banda de couros.
A formação mais comum utiliza zabumba, caixa (ou caixa de guerra ou tarol), prato e dois pifes (comumente tocados em terças. Esse intervalo parece ser mais uma herança indígena, visto que ocorre também a distância tonal de terças nas vozes na música caipira e em outros países como Paraguai e México).
Nas típicas bandas de pífanos nenhum instrumento encarrega-se da harmonia. Permanecendo apenas a melodia e o ritmo, criando uma sonoridade exótica.
Utiliza-se também a formação típica do forró pé-de-serra: sanfona, triângulo, zabumba e pife. Em algumas regiões, também marca presença a tradicional rabeca.

## Atualmente
Os pifeiros mais famosos são: Zabé da Loca (PB), João do Pife & Banda Dois Irmãos, Zé do Pífano (PE), Banda de Pífanos de Caruaru, Chau do Pife (AL), João do Pife de Arapiraca (AL) e Alfredo Miranda de Viçosa do Ceará, CE, Anderson do Pife de Caruaru ( PE).
O interesse pelo belo e exótico som vêm crescendo. O renomado multi-instrumentista Carlos Malta modernizou as bandas de pífanos com seu trabalho "Pife Muderno" e o tradicional pifeiro João do Pife, apesar de pouco comentado na mídia, já esteve em 27 países. Muitos artesãos utilizam também canos de pvc e alumínio para fazer pífanos.